# Kattowitzer Konferenz

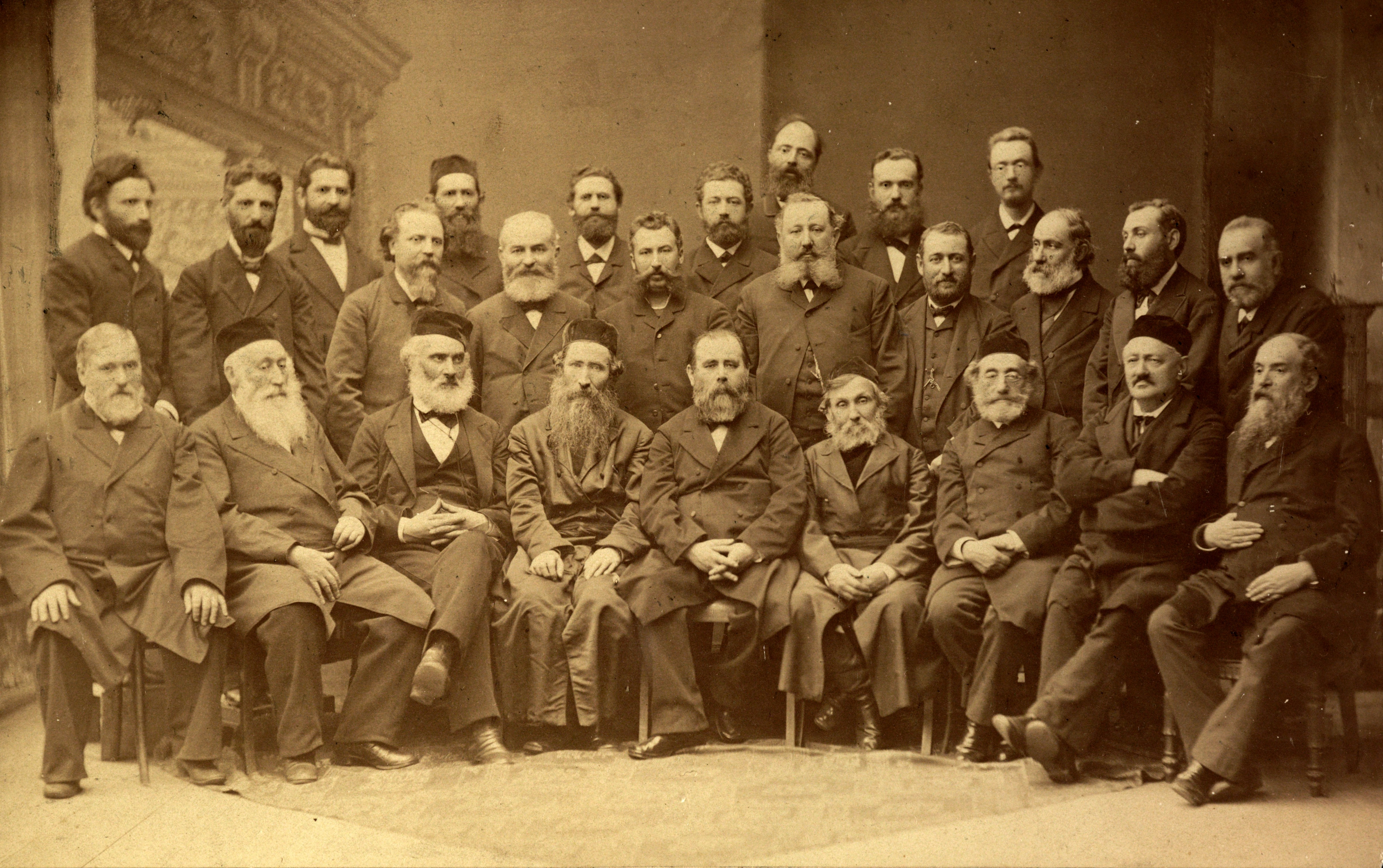
Konferenz in Kattowitz 1884 (Gruppenfoto mit den Teilnehmern der Konferenz, der ersten Konferenz von Chovevei Zion, die am 6. November 1884 einberufen wurde) – In der Mitte der ersten Reihe Rabbi Samuel Mohilever und Leo Pinsker.

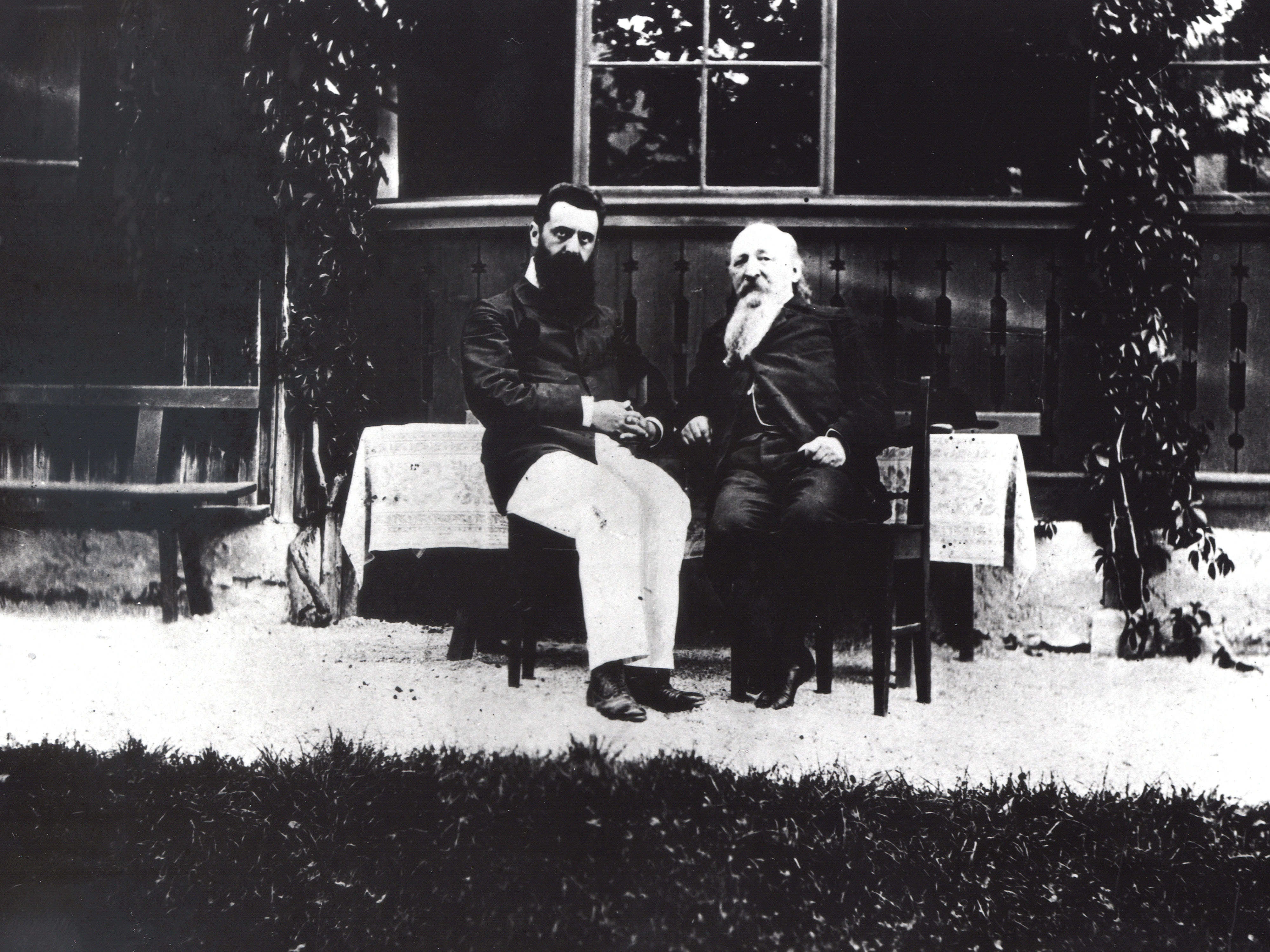
Theodor Herzl und Max E. Mandelstamm 1903 in Österreich

Die Kattowitzer Konferenz 1884 war eine Tagung von Chovevei Zion (Chowewe Zion, deutsch Zionsliebende, Zionsfreunde) -Gruppen aus verschiedenen Ländern, die im November 1884 (6. bis 11. November 1884 / 18. bis 23. Cheschwan 5645) in Kattowitz, Provinz Schlesien, Deutsches Reich (heute: Katowice, Polen) abgehalten wurde, um die Notwendigkeit eines jüdischen Staates anzusprechen und einen Plan für die Schaffung eines solchen zu entwickeln. Die Bewegung war in der 2. Hälfte des 19. Jahrhunderts im Russischen Reich und in Rumänien gegründet worden. Initiatoren des Kongresses von Kattowitz waren Leo Pinsker (der Verfasser von Autoemancipation!), Moshe Leib Lilienblum, Samuel Mohilever und andere. Der Kongress sollte mit dem 100. Geburtstag von Moses Montefiore zusammenfallen, aber aufgrund der Verspätung der Delegierten aus Russland (22 von 32 Teilnehmern) wurde die Eröffnung des Kongresses auf den 6. November verschoben.
Die Kattowitzer Konferenz war der erste derartige große Kongress der Zionisten. Nur wenige Jahre später fand 1897 der 1. Zionistenkongress unter Theodor Herzl in Basel statt, der zunächst für München geplant war.

## Vorgeschichte
Das Erstarken nationalistischer Gefühle Mitte des 19. Jahrhunderts und die Pogromwelle in Russland (ab den frühen 1880er Jahren des 19. Jahrhunderts) waren die wichtigsten Gründe, die rumänische und russische Juden zu ersten Auswanderungsversuchen nach Palästina veranlassten. Die Gründer der Bewegung beschlossen, ihre Kräfte zu bündeln, um diese Idee Wirklichkeit werden zu lassen.

## Konferenz

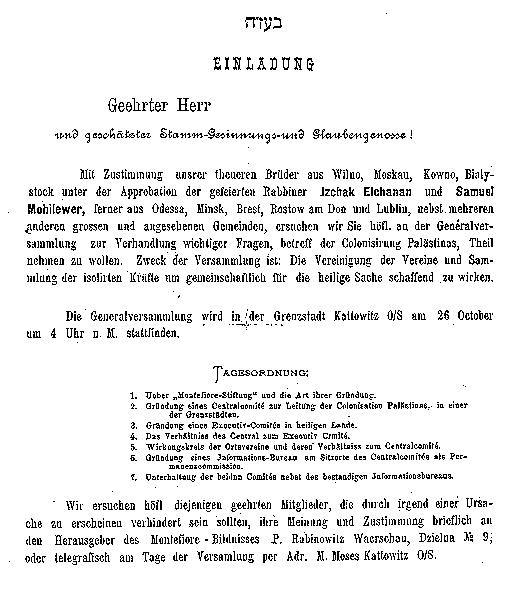
Einladung zur Kattowitzer Konferenz („… unter der Approbation der gefeierten Rabbiner Izchak Elchanan und Samuel Mohilewer“)

An der „Generalverammlung zur Verhandlung wichtiger Fragen, betreff der Colonisirung [sic] Palästinas“ (Einladung), nahmen 22 Vertreter Russlands und 10 aus anderen Ländern (Frankreich, Rumänien, Großbritannien und Deutschland) teil. Die Versammelten beschlossen, eine Institution namens Agudat Montefiore zu gründen, die die Entwicklung der Landwirtschaft unter Juden fördern und die jüdische Besiedlung Palästinas unterstützen sollte. Es wurden Mittel bereitgestellt, um die sich bereits entwickelnden Wohnsiedlungen zu unterstützen, darunter in Petach Tikwa oder Jesud ha-Ma'ala.
Das Zentralkomitee der Bewegung wurde unter dem Vorsitz von Jehuda Lejb (Leon) Pinsker als Präsident und Samuel Mohilever als Vorsitzenden gegründet. Der Sitz des Komitees war Odessa, und das Unterkomitee sollte in Warschau angesiedelt werden.
Dank der Entschlossenheit der Konferenzteilnehmer begannen in Palästina landwirtschaftliche Siedlungen zu entstehen und sich zu entwickeln. Dreizehn Jahre später, 1897, fand der 1. Zionistenkongress statt, der dem Zionismus das Format einer politischen Bewegung gab, die die Wiederherstellung des jüdischen Staates forderte. Die meisten Mitglieder von Chovevei Zion schlossen sich der damals gegründeten zionistischen Organisation an. Ein halbes Jahrhundert später, 1948, wurde die Wiederbelebung des jüdischen Staates Realität.
In dem Bemühen, das die nationalpolitischen Ziele der Bewegung ablehnende westeuropäische Judentum für die Bewegung zu gewinnen, erwähnte Pinsker den Wunsch von Chovevei Zion nach national-jüdischer Wiederbelebung und politischer Unabhängigkeit nicht. Die Rede von Saul Pinchas Rabbinowicz war den Pogromen in Russland im Jahr 1882 gewidmet. Die vereinigte Organisation, die vom Kattowitzer Kongress gegründet wurde, wurde zu Ehren von Moses Montefiore Mazkeret Moshe (Moshe-Montefiore-Gesellschaft) genannt. Chovevei-Zion-Kreise außerhalb des Russischen Reiches unterstützten die Führung des Kattowitzer Kongresses und koordinierten ihre Aktivitäten mit ihm.

## Gedenktafel

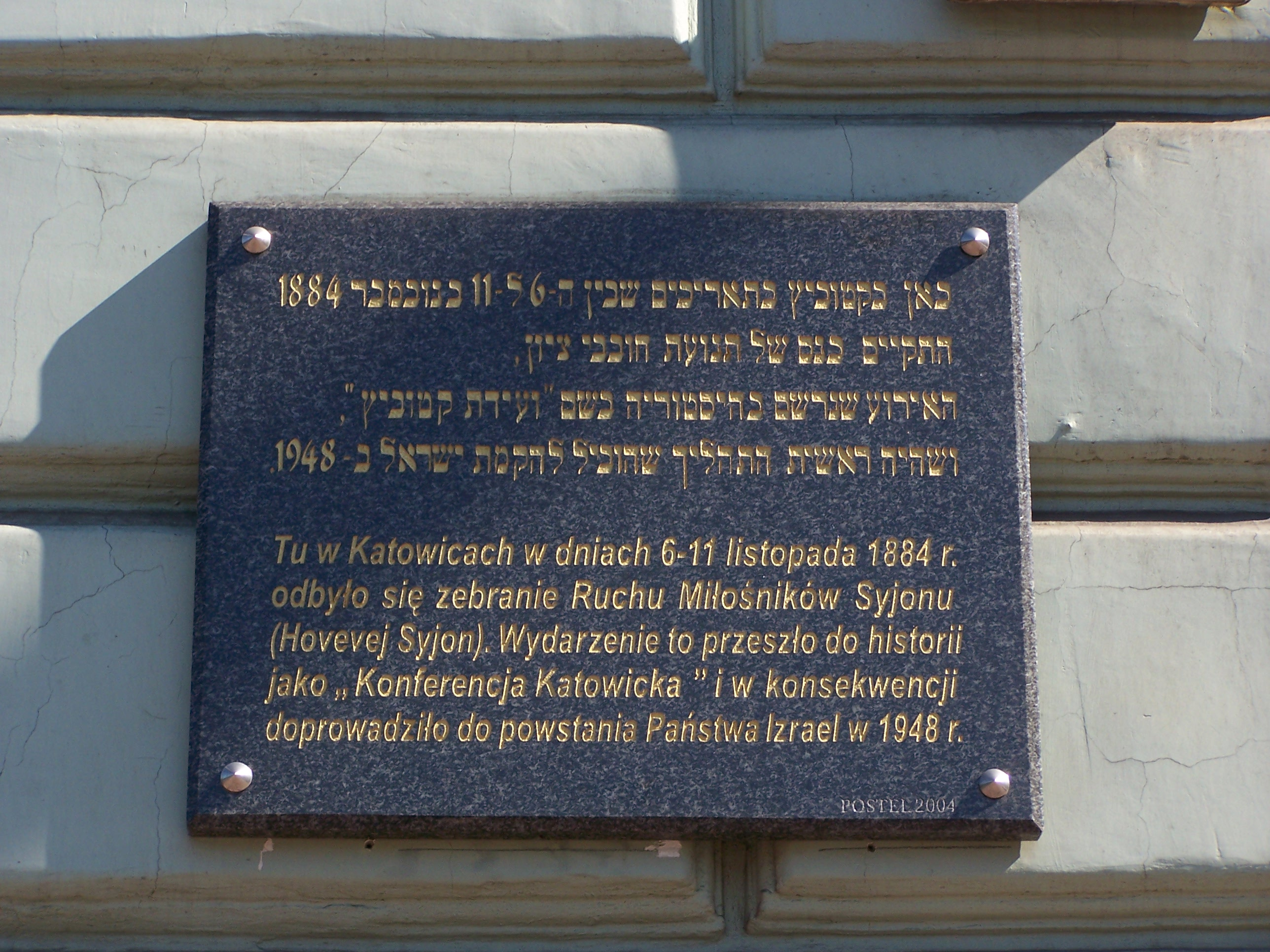
Gedenktafel (hebr./poln.) zur „Kattowitzer Konferenz“ am Sitz der Jüdischen Gemeinde in Katowice (Kattowitz)

An der Wand des Gebäudes in der ul. Młyńska 13 in Katowice (Kattowitz) wurde eine zweisprachige Gedenktafel (hebr./poln.) angebracht, die an die Kattowitzer Konferenz erinnert. Sie trägt die folgende Aufschrift:

„Hier in Kattowitz fand vom 6. bis 11. November 1884 ein Treffen der Bewegung der Liebenden Zions (Chovevei Zion) statt. Dieses Ereignis ging als ‚Kattowitzer Konferenz‘ in die Geschichte ein und führte in der Folge 1948 zur Gründung des Staates Israel.“

## Verschiedenes
Die Protokolle der Konferenz wurden in einem von Nathan Michael Gelber herausgegebenen und eingeleiteten Band vereint, allerdings wie auch eine hebräische Publikation diesbezüglich unvollständig.